# إنهم يسرقون الأرانب (فلم)
إنهم يسرقون الأرانب فيلم كوميدي مصري من إنتاج 1983.

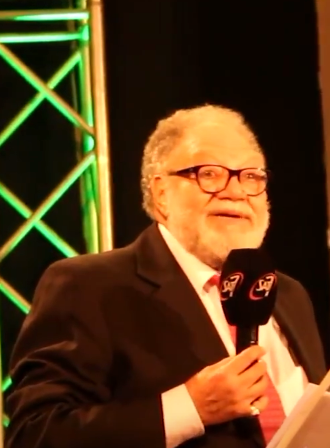
يحيى الفخراني في دور حامد

## أحداث الفيلم
تتمحور أحداث الفيلم حول محكومَيْنِ بتهمة بالشعوذة، يلتقيان في السجن بشخص يملك مخطط لسرقة مصرف، فيسرقان منه المخطط، وعند خروجهما يقومان بالسرقة، لكن يتم القبض عليهما<ref>فيلم إنهم يسرقون الأرانب - السينما العربية.

## طاقم العمل

### تأليف
- سعيد محمد مرزوق.
- عباس غانم.

### إخراج
- نادر جلال.

### تصوير
- كمال كريم.

### مونتاج
- علوي فايد.

### موسيقى تصويرية
- حسن أبو السعود.

### صوت
- جميل عزيز.

### ماكياج
- محمد مجدي.

### ممثلون
- جميل راتب.
- سمير غانم.
- يحيى الفخراني.
- لبلبة.
- عبد الحميد أنيس.
- سيف الله مختار.
- سونيا محمود.
- نظيم شعراوي.
- شكري منصور.
- سمير رستم.
- صالح العويل.
- المصري سليمان.
- نصر سيف.
- علية علي.
- مجدي إمام.
- مصطفى أبو الديل.